# Paběnický potok
Paběnický potok je levostranný přítok řeky Klejnárky v okrese Kutná Hora ve Středočeském kraji. Délka jeho toku činí 13,9 km. Plocha povodí měří 28,0 km².

## Průběh toku
Potok pramení severně od Třebětína v nadmořské výšce 542 m. Na horním toku teče převážně severním, níže po proudu severovýchodním směrem. Nejprve protéká Víckovicemi, pod nimiž napájí Stržený rybník. Pod tímto rybníkem jej posiluje zprava Michalovický potok, který přitéká z jihovýchodu od Michalovic. Po dalších zhruba dvou kilometrech napájí spolu s Bludovským potokem, který přitéká z levé strany od Bludova a je jeho největším přítokem, rybník Luňák. Dále po proudu protéká potok Paběnicemi, pod nimiž vytváří malebné lesnaté údolí. Ústí do Klejnárky v Chedrbí, na jejím 23,9 říčním kilometru, v nadmořské výšce 271 m. V místě ústí se nachází stržený jez.

### Větší přítoky
- Michalovický potok, zprava, ř. km 10,5[1]
- Bludovský potok, zleva, ř. km 8,0[3]

## Vodní režim
Průměrný průtok u ústí činí 0,14 m³/s.

## Zajímavosti

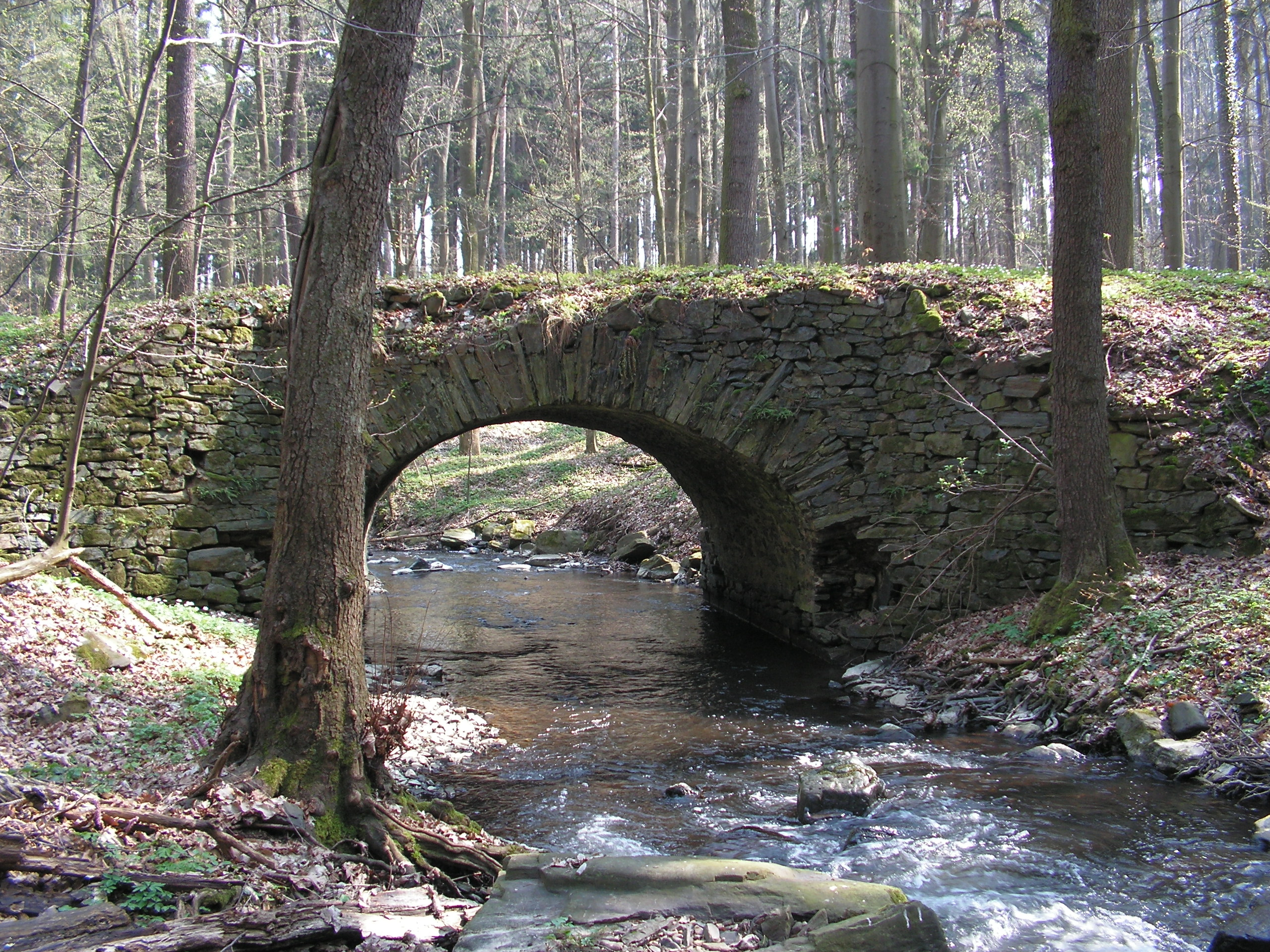
Starý most pod Hraběšínem

### Starý kamenný most
V lesnatém údolí pod Hraběšínem se nachází starý kamenný most, který stojí hned vedle mostu novějšího, který spojuje obec Hraběšín se silnicí II. třídy č. 339, která je spojnicí mezi městy Ledeč nad Sázavou a Čáslav.